# Atractus medusa
Atractus medusa – gatunek węża z rodziny połozowatych (Colubridae), występujący w północno-zachodniej Ameryce Południowej.
Gatunek ten został opisany w 2009 roku przez Paulo Passosa, Jonha Jairo Mueses-Cisnerosa, Johna D. Lyncha i Ronaldo Fernandesa. Holotyp, oznaczony numerem IAvH 2981 (IAvH – Instituto de Investigación de Recursos Biológicos Alexander von Humboldt), pochodził z Playa Blanca na wyspie Gorgona w departamencie Cauca w Kolumbii (3°00′N 78°12′W/3,000000 -78,200000) i został pozyskany przez J.V. Ruedę. Długość od pyska do odbytu (Snout–vent length – SVL) 325 mm, długość ogona 60 mm, długość głowy 10,5 mm, szerokość głowy 4,9 mm. Część grzbietowa jest głównie koloru brązowego, a część brzuszna kremowa, nakrapiana rozproszonymi ciemnobrązowymi kropkami skupionymi w tylnej części ciała, ogon ciemnobrązowy. Jego habitatem jest wilgotny las równikowy. Stwierdzenia z Ekwadoru dotyczą prawdopodobnie Atractus iridescens.